# Chameneh
Chameneh (persisch خامنه, DMG Ḫāmene) ist eine Stadt in der Provinz Ost-Aserbaidschan im Iran. Sie liegt 30 Kilometer westlich der Provinzhauptstadt Täbris.

## Geschichte
1990 wurde in Chameneh die Khamaneh Textile Company, ein Textilunternehmen mit privaten Kapital, gegründet. Die Khamaneh Textile Co hat etwa 200 Beschäftigte auf einer Produktionsfläche von 32.000 Quadratmeter, in einem Areal von 57 Hektar.
Seit 1990 wird im Spinnereibetrieb Baumwolle, Polyester, Viscose und deren Kombination in endlos und gemustert (Doublersystem) von 8 bis 24 Nummer englisch (Ne) versponnen.
Seit 2001 arbeitet der Webereibetrieb mit einer Stoffbreite von bis zu 360 cm mit einem Schussfadensystem von Sulzer Rüti.

## Persönlichkeiten
- Mir Hossein Mussawi ist in Chameneh geboren, was teilweise an seinen Namen angefügt wird.
- Mohammad Chiabani (1880–1920), Geistlicher und Gegner von Absolutismus und Kolonialismus.